# SNAKEFINGER
「SNAKEFINGER」（スネークフィンガー）は、日本の音楽ユニットである電気グルーヴの楽曲。
1992年10月21日にKi/oon Sony Recordsのトレフォートレーベルより2枚目のシングルとしてリリースされた。前作「MUD EBIS/COSMIC SURFIN'」（1991年）よりおよそ1年振りにリリースされたシングルであり、3枚目のオリジナル・アルバム『KARATEKA』（1992年）と同日にリリースされた。作詞および作曲は石野卓球が担当している。
シングルカットを前提としていたためポップな曲調として制作が行われ、石野は「歌謡ポップスの王道」的な曲であると述べている。テレビ東京系バラエティ番組『浅草橋ヤング洋品店』（1992年 - 1996年）のオープニングテーマとして使用された。オリコンチャートでは最高位73位となり、電気グルーヴのシングル売上ランキングにおいて16位となった。

## 録音、制作
本作には「風船おじさん」と呼ばれた鈴木嘉和の娘である3姉妹が女性コーラスとして参加している。当時電気グルーヴ担当のディレクターがその3姉妹を手掛けており、後に売り出す予定であることから本作へ参加することとなった。本作は当初からシングルカットを前提としていたため、ディレクターからよりポップな曲にするよう指示が出され、声楽出身であった3姉妹のコーラスを挿入したところ、石野曰く「ママレモンのCMソング」のようになってしまったという。そのためさらにコーラス部分をサンプリングし、エフェクトを掛けたためにリリースされたバージョンでは原型を留めていないと述べている。
本作は後半で半音上がるアレンジが施してあり、1番からサビ、2番からサビ、間奏の後に半音上げるという構成は完全に歌謡仕事であると石野は述べたほか、同様の構成は篠原ともえの楽曲において頻繁に使用したと述べている。また、曲が終了したと見せかけて音が戻ってくる構成について、砂原良徳から「ベタすぎない?」と笑われたと述べた上で、石野は「歌謡ポップスの王道なんだけど、最後に半音上がるってのは当時でも古かったから」と述べている。

## 音楽性と歌詞
歌詞は無謀なダイエットに励む女に対しての揶揄となっている。タイトルの由来はレジデンツのサポート・ギタリストであったスネークフィンガーから名づけられている。テレビ朝日系特撮テレビドラマ『秘密戦隊ゴレンジャー』（1975年 - 1977年）の第82話に登場する怪人「ヨーヨー仮面」のセリフをサンプリングしている。石野は本作に関して、ベースとドラムスの打ち込みさえ決定すれば、上物は後で変更可能であると発言している。
カップリング曲の「カフェ・ド・鬼 (おもしろい顔 Mix)」は、1枚目のアルバム『FLASH PAPA』（1991年）収録曲である「カフェ・ド・鬼」のリメイク。一部、人生の楽曲からサンプリングしている。これ以降「カフェ・ド・鬼」は何度もリメイクとリミックスが繰り返される事となるが、すべて一貫して「顔」をキーワードとするサブタイトルがつけられている。また「カフェ・ド・鬼 (おもしろい顔 Mix)」はミュージック・ビデオが制作されており、メンバー3人も出演している。同作はミュージック・ビデオ集『電気グルーヴのゴールデンクリップス〜Stocktaking』（2011年）に収録されている。

## アートワーク
電気グルーヴは当初よりジャケットに本人たちのビジュアルを使用することを忌避していたため、本作のシングル盤のジャケットにおいてもメンバーの顔写真は使用されていない。また、ジャケット裏側にはメンバーの写真が使用されているが、本来であればメンバーの下に写っている私物だけを写して自身のバックグラウンドが分かるもので構成する予定であったと瀧は述べている。その他、ジャケット裏側の写真撮影の際に石野と瀧は大喧嘩となり、横では砂原が困った顔で「ケンカはしてるけど、とにかくジャケット撮っちゃわなきゃ」と慌てていたという。

## メディアでの使用
本作はテレビ東京系バラエティ番組『浅草橋ヤング洋品店』（1992年 - 1996年）のオープニングテーマとして使用された。しかし、ダイエットに挑戦するも努力が足りず結果が伴わない女性を揶揄した歌詞が、番組の最も多い視聴者の年齢層がダイエットを気にする若い女性であるという理由から、また思春期の女子にネガティブな印象を与えるという理由から、サビの歌詞を「痩せない 痩せない 痩せないよ」から「負けない 負けない 負けないよ」に変更するよう番組側から要請され再録音を行っている。結果として歌詞変更バージョンは番組で使用されなかったが、石野は「そんなことがまかり通ってた時代」であると述べたほかに、全く異なる商品に変更されたことからテレビ番組を忌避する一因となったと述べている。

## 収録曲
| 全作詞・作曲: 石野卓球。 |                                        |           |            |                                                  |      |
| #                        | タイトル                               | 作詞      | 作曲・編曲 | 備考                                             | 時間 |
| 1.                       | 「スネークフィンガー」                 | 石野卓球  | 石野卓球   | ミックス: 渡辺省二郎、石野卓球                   | 4:21 |
| 2.                       | 「カフェ・ド・鬼」(おもしろい顔 Mix)   | 石野卓球  | 石野卓球   | ミックス: 渡辺省二郎、石野卓球                   | 4:00 |
| 3.                       | 「スネークフィンガー」(Progreggae mix) | 石野卓球  | 石野卓球   | リミックス: A.I.Sound system、ドラムス: 江川源太 | 5:19 |
| 合計時間:                | 合計時間:                              | 合計時間: | 13:40      |                                                  |      |